# State Insurance Building
El State Insurance Building es un rascacielos en la calle 1 Willis en Wellington, Nueva Zelanda, antes llamado Centro BNZ. En el momento de su finalización en 1984, fue el edificio más alto de Nueva Zelanda, superando a los 87 m de la torre Quay en Auckland. Se destaca por su forma fuerte, cuadrada, negra, en el estilo internacional de modernidad tardía, y que por un conflicto sindical se retrasó en su construcción por lo menos una década. Siguió siendo el edificio más alto de Nueva Zelanda hasta el año 1986, y actualmente es el segundo edificio más alto en Wellington.